# Harald Schmid
Harald Schmid (* 29. září 1957, Hanau) je bývalý německý atlet, který reprezentoval tehdejší NSR. Jeho specializací byl běh na 400 metrů překážek. V této disciplíně se stal třikrát za sebou (v letech 1978, 1982 a 1986) mistrem Evropy.

## Osobní rekord
Téměř třináct let byl držitelem evropského rekordu. Čas 47,48 zaběhl ve své kariéře dvakrát. Výkon z roku 1982 zopakoval také 1. září 1987 v Římě. O evropský rekord ho připravil Francouz Stéphane Diagana, který 5. července 1995 v Lausanne zaběhl trať v čase 47,37.
- 400 m př. (dráha) – (47,48 – 8. září 1982, Athény)